# گورستان لاغر زمین
گورستان لاغر زمین در شهرستان املش، بخش رانکوه، روستای گورج واقع شده و این اثر در تاریخ ۲ آبان ۱۳۸۲ با شمارهٔ ثبت ۱۰۶۰۴ به‌عنوان یکی از آثار ملی ایران به ثبت رسیده است.